# Lothar Nestler
Lothar Nestler (* 2. April 1932; † 8. Januar 2015 in Berlin) war ein deutscher Diplomat. Er war Botschafter der DDR in Bangladesch und in den Niederlanden.

## Leben
Nestler absolvierte nach dem Schulbesuch von 1946 bis 1949 eine Lehre als Pinselmacher. Von 1950 bis 1953 besuchte er die Arbeiter-und-Bauern-Fakultät in Leipzig und studierte von 1953 bis 1956 Völkerrecht und Außenpolitik an der Deutschen Akademie für Staats- und Rechtswissenschaft in Potsdam-Babelsberg. Er wurde Mitglied der SED und trat 1956 in den diplomatischen Dienst der DDR ein. Bis 1959 arbeitete er als Referent im Sektor Finnland des Ministeriums für Auswärtige Angelegenheiten (MfAA). Von 1959 bis 1962 war er Attaché an der DDR-Botschaft in der UdSSR. Anschließend arbeitete er 1963/64 als Hauptreferent in der Abteilung Sowjetunion und von 1964 bis 1971 als Sektorenleiter bzw. Leiter der Abteilung Parlamentarische und kommunale Auslandsbeziehungen des MfAA. Im Rang eines Botschaftsrates fungierte er von 1971 bis 1973 als stellvertretender Leiter der Handelsvertretung bzw. der Botschaft der DDR in Helsinki. Im Dezember 1973 amtierte er kurzzeitig als Leiter der Abteilung Nordeuropa des MfAA.
Nach einem Studium an der Diplomatenakademie in Moskau von 1974 bis 1976 war er von 1976 bis 1980 als Botschaftsrat und Stellvertreter des Leiters der Botschaft in Schweden tätig. Er ging wieder in das Außenministerium zurück und war von 1980 bis 1983 Sektorenleiter in der Abteilung Nordeuropa. Am 19. Juli 1983 trat er mit der Überreichung des Beglaubigungsschreibens an den Präsidenten der Republik Bangladesh, A. F. M. Ahsanuddin Chowdhury, sein Amt als Botschafter in Dhaka an. Dieses Amt übte er bis zum Mai 1987 aus. Von 1987 bis 1990 war er wissenschaftlicher Mitarbeiter der Abteilung Nordeuropa des MfAA. Seine letzte Funktion im diplomatischen Dienst der DDR war 1990 die des Botschafters in den Niederlanden.
Nestler starb im Alter von 82 Jahren.